# Bogdan Bogdanović (cestista)
Bogdan Bogdanović (in serbo Богдан Богдановић?; Belgrado, 18 agosto 1992) è un cestista serbo professionista nella NBA con i Los Angeles Clippers e nella Serbia di cui è capitano.

## Biografia
Non è parente del cestista croato Bojan Bogdanović, lo è invece dell'architetto omonimo e suo connazionale.

## Caratteristiche tecniche
Dotato di una grande tecnica di base nei fondamentali, è considerato uno dei migliori giocatori europei attuali. Inoltre, è un giocatore clutch, cioè di sangue freddo nei momenti decisivi delle partite.
Il suo ruolo è quello di guardia tiratrice, ma all'occorrenza può essere utilizzato anche da playmaker e da ala piccola.

## Carriera

### Sacramento Kings (2017-2020)
Scelto alla 27ª chiamata del Draft 2014 dai Phoenix Suns, i suoi diritti vengono girati dai Suns ai Sacramento Kings nell'ambito di uno scambio in cui è andato in California (insieme a Georgios Papagiannis, Skal Labissière e una futura seconda scelta al Draft) facendo fare a Marquese Chriss il percorso inverso nel corso del Draft 2016.
Arriva dall'altra parte dell'oceano nella stagione 2017/2018 e si fa notare subito con qualche spunto davvero interessante. Il 27 novembre mette a segno la sua prima giocata clutch contro i campioni in carica dei Golden State Warriors alla Oracle Arena dopo aver eluso la marcatura di Draymond Green (DPOY dell'anno precedente).
Viene eletto MVP NBA Rising Stars Challenge (la competizione riservata a rookie e sophomore dell'All Star Game) dopo aver concluso la gara con 26 punti (7/13 da 3) e 6 assist.
Nonostante qualche giovane interessante (in primis lui e De'AAron Fox), la stagione dei Kings termina con il record di 27-55, ampiamente fuori dai play-off. Viene comunque incluso nel secondo quintetto dell All Rookie Team. In stagione ha tenuto una media di 11,8 punti in 78 partite giocate.
Al termine della stagione si sottopone a un'operazione chirurgica al ginocchio sinistro.

### Atlanta Hawks (2020-2025)
Il 24 novembre 2020, da unrestricted free agent, diventa un giocatore degli Atlanta Hawks, dopo che i Sacramento Kings decidono di non pareggiare la offer sheet degli Hawks (consistente in un quadriennale da $72M). Bogdanović si aggiunge ad un roster composto, tra gli altri, da Trae Young, Clint Capela, Rajon Rondo, Danilo Gallinari, De'Andre Hunter, John Collins e Kris Dunn.
Nel novembre 2020, i Kings tentarono di ingaggiare e scambiare Bogdanović con i Milwaukee Bucks insieme a Justin James per Donte DiVincenzo, D. J. Wilson ed Ersan İlyasova. Lo scambio fallì quando fu annunciato che la NBA stava indagando sui Bucks per aver avuto contatti con Bogdanović e/o il suo agente prima che ciò fosse consentito dalle regole della free agency. Secondo quanto riferito, i Bucks si sentirono traditi dalla situazione, decisero di non proseguire con lo scambio e furono privati della loro seconda scelta al draft del 2022 al termine dell'indagine a dicembre. Secondo Bogdanović, non era stato informato dello scambio dai Kings e si sentì tradito dall'organizzazione.
Il 24 novembre 2020, Bogdanović firmò un contratto quadriennale da 72 milioni di dollari con gli Atlanta Hawks. Bogdanović giocò solo 44 partite durante la stagione regolare 2020-21 a causa di infortuni, ma stabilì nuovi record in carriera, con una media di 16,4 punti a partita e il 90,9% ai tiri liberi. Per coincidenza, gli Hawks affrontarono i Bucks nelle finali della Eastern Conference del 2021, che i Bucks vinsero in sei partite prima di aggiudicarsi il campionato NBA.
Dopo la fine della stagione 2021-22, Bogdanović si sottopose a un intervento chirurgico al ginocchio destro e fu escluso per almeno tre mesi. Il 16 marzo 2023 firmò un'estensione contrattuale quadriennale del valore di 68 milioni di dollari con gli Hawks.
L'11 dicembre 2023, Bogdanović segnò il suo record personale di 40 punti con 10 triple realizzate nella sconfitta per 129-122 contro i Denver Nuggets. Divenne anche il primo giocatore nella storia degli Hawks a mettere a segno almeno 40 punti e 10 triple in una partita.
Il 23 ottobre 2024, fu messo fuori gioco per un mese a causa di una tendinopatia al bicipite femorale destro durante una partita contro i Brooklyn Nets.

### Los Angeles Clippers (2025–oggi)
Il 6 febbraio 2025, Bogdanović fu ceduto ai Los Angeles Clippers insieme a tre future scelte del secondo giro in cambio di Terance Mann e Bones Hyland.

## Nazionale

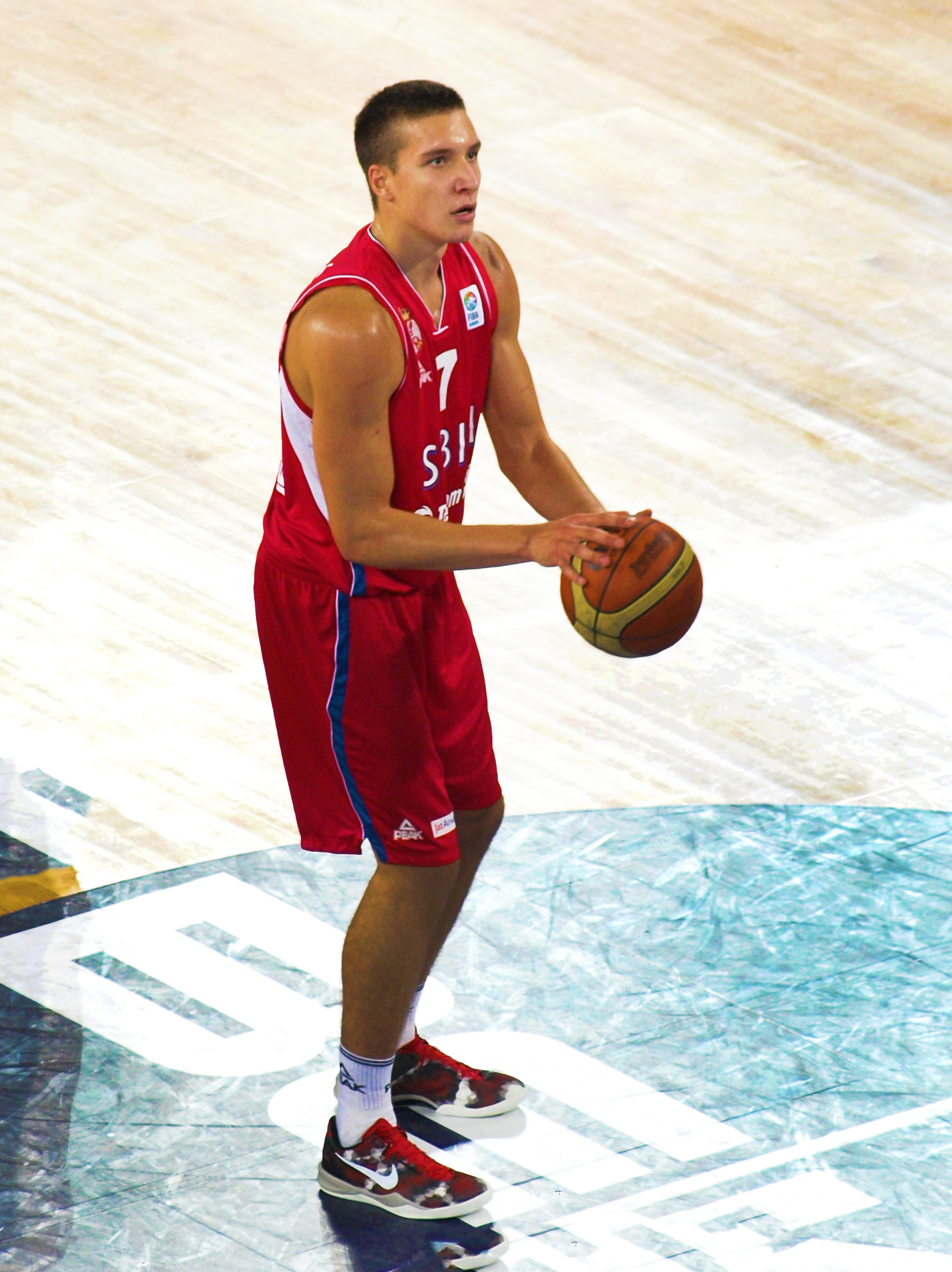
Bogdan Bogdanović agli Europei 2013

Dopo aver giocato nelle selezioni giovanili serbe, dal 2013 è un perno della Nazionale serba con cui ha disputato molti tornei, dove spesso la selezione slava è arrivata seconda. Tra i tornei da lui disputati figurano 4 Europei (2013, 2015, 2017, 2025), 3 Mondiali (2014, 2019, 2023) e 2 Olimpiadi (2016, 2024). Il suo primo torneo con la nazionale è Eurobasket 2013 in Slovenia, dove la Serbia si classifica al 7º posto (Bogdanović gioca un discreto torneo con 9,4 punti di media) qualificandosi così ai Mondiali di Spagna. Ai Mondiale 2014 la Serbia si classifica come 4º su 6 squadre (battuti L’Iran e l’Egitto ma sconfitta contro Brasile, Francia e Spagna) qualificandosi così agli ottavi di finale; pur da grandi sfavoriti i serbi vincono 90-72 contro la Grecia (cinque vinte e zero perse)di un giovane  Giannis Antetokounmpo, Bogdanovic realizza 21 punti. Ai quarti la Serbia si riprende la rivincita sul Brasile e lo stesso accade in semifinale in una partita molto lottata contro la Francia, così la Serbia dopo essere arrivata quarta nel girone accede incredibilmente alla finale, Dove affronta gli USA perdendo 129-92, in una partita dominata dagli americani. Chiude il mondiale con 12 punti di media, mostrandosi come un giovane ed interessante prospetto, aiutando la Serbia ad ottenere la prima medaglia ai mondiali dopo l’epoca della Jugoslavia. Per Eurobasket 2015, la Serbia si presenta tra le grandi favorite e lo dimostra subito arrivando prima nel girone B (vero e proprio girone di ferro, Italia, Turchia, Spagna, Germania e la modesta Islanda) vincendo tutte e cinque le partite; Dopo aver battuto Finlandia Repubblica Ceca perde amaramente la dopo aver battuto Finlandia Repubblica Ceca perde amaramente la semifinale 64-67 contro la Lituania (Vice campione d’Europa) e perderà anche la finale per il terzo posto contro i padroni di casa della Francia, i serbi dopo sette vittorie ottengono un deludente 4º posto, Bogdanovic conclude il torneo con 8,9 punti di media. Nell’estate 2016 la Serbia per poter andare all’olimpiade di Rio De Janairo, deve vincere il torneo pre olimpico di Belgrado, qui la Serbia batte il Portorico, l’Angola e la Repubblica Ceca e riaffronta Il Portorico in finale vincendo per 108-77, con una sontuosa partita dello stesso Bogdanovic Con 26 punti e 8 assist a referto. La Serbia vola in Brasile e dopo una prima parte complicata battono Cina, Croazia ai quarti di finale e l’Australia in semifinale.
Bogdanović ha rappresentato la Serbia anche agli Europei di basket del 2017, dove ha vinto la medaglia d'argento, dopo aver perso in finale contro la Slovenia. A causa dell'assenza del capitano e leader della squadra Miloš Teodosić per infortunio, Bogdanović ha assunto il ruolo di leader della squadra. Nel corso di 9 partite del torneo, ha registrato una media di 20,4 punti, 3,4 rimbalzi e 5 assist a partita, con il 47,4% al tiro dal campo. È stato nominato miglior squadra del torneo.
Alla Coppa del Mondo di basket FIBA del 2019, la nazionale serba era considerata la favorita per la vittoria del trofeo, ma è stata infine eliminata dall'Argentina nei quarti di finale. Con le vittorie sugli Stati Uniti e sulla Repubblica Ceca, si è classificata al quinto posto. Bogdanović è stato ancora una volta il miglior giocatore della squadra, con una media di 22,9 punti, 4,1 rimbalzi e 4,4 assist in 8 partite, con il 55,6% dal campo e il 53% da tre punti. Grazie alle sue prestazioni, è stato selezionato per l'All-Star Team della Coppa del Mondo FIBA. Con 183 punti segnati durante il torneo, è stato il miglior marcatore della Coppa del Mondo FIBA per punti totali.
Bogdanović ha saltato il Campionato Europeo FIBA 2022 a causa di un intervento chirurgico al ginocchio destro.
Il 16 agosto 2023 raggiunge 100 presenze in nazionale. 
Bogdanović ha vinto una medaglia d'argento alla Coppa del Mondo FIBA 2023 con la Serbia. Ha avuto una media di 19,1 punti, 4,6 rimbalzi, 3,3 assist e 2,1 palle rubate a partita. In riconoscimento del suo gioco individuale, Bogdanović è stato nominato per la seconda volta consecutiva nella squadra All-Star della Coppa del Mondo.
Ha giocato per la Serbia alle Olimpiadi estive del 2024 a Parigi e ha guidato la squadra con 30 punti nella terza partita della fase a gironi contro il Sud Sudan, superando Miloš Teodosić e diventando il miglior marcatore di tutti i tempi della Serbia in tutte le competizioni con il suo 1.058° punto in carriera. La sua prestazione da 30 punti ha anche stabilito un record olimpico per un giocatore serbo.  Ha vinto una medaglia di bronzo alle Olimpiadi estive del 2024 con la Serbia. Nel corso di sei partite del torneo, Bogdanović ha avuto una media di 18,3 punti, 3,8 assist e 4 rimbalzi, tirando con il 47,6% dal campo, il 46,2% da tre punti e il 92,3% dai tiri liberi. Per la sua prestazione, Bogdanović è stato nominato nella seconda squadra All-Tournament.

## Statistiche

### NBA

#### Regular Season
| Anno      | Squadra          | PG  | PT  | MP   | TC%  | 3P%  | TL%  | RP  | AP  | PRP | SP  | PP   |
| --------- | ---------------- | --- | --- | ---- | ---- | ---- | ---- | --- | --- | --- | --- | ---- |
| 2017-2018 | Sacramento Kings | 78  | 53  | 27,9 | 44,6 | 39,2 | 84,0 | 2,9 | 3,3 | 0,9 | 0,2 | 11,8 |
| 2018-2019 | Sacramento Kings | 70  | 17  | 27,8 | 41,8 | 36,0 | 82,7 | 3,5 | 3,8 | 1,0 | 0,2 | 14,1 |
| 2019-2020 | Sacramento Kings | 61  | 28  | 29,0 | 44,0 | 37,2 | 74,1 | 3,4 | 3,4 | 1,0 | 0,2 | 15,1 |
| 2020-2021 | Atlanta Hawks    | 44  | 27  | 29,7 | 47,3 | 43,8 | 90,9 | 3,6 | 3,3 | 1,1 | 0,3 | 16,4 |
| 2021-2022 | Atlanta Hawks    | 63  | 27  | 29,3 | 43,1 | 36,8 | 84,3 | 4,0 | 3,1 | 1,1 | 0,2 | 15,1 |
| 2022-2023 | Atlanta Hawks    | 54  | 9   | 27,9 | 44,7 | 40,6 | 83,1 | 3,1 | 2,8 | 0,8 | 0,3 | 14,0 |
| 2023-2024 | Atlanta Hawks    | 79  | 33  | 30,4 | 42,8 | 37,4 | 92,1 | 3,4 | 3,1 | 1,2 | 0,3 | 16,9 |
| 2024-2025 | Atlanta Hawks    | 24  | 0   | 24,9 | 37,1 | 30,1 | 88,2 | 2,8 | 2,0 | 0,8 | 0,3 | 10,0 |
| 2024-2025 | L.A. Clippers    | 30  | 4   | 25,0 | 47,4 | 42,7 | 87,5 | 3,1 | 3,2 | 0,7 | 0,2 | 11,4 |
| Carriera  | Carriera         | 503 | 197 | 28,4 | 43,7 | 38,2 | 84,6 | 3,3 | 3,2 | 1,0 | 0,3 | 14,3 |

#### Play-off
| Anno     | Squadra       | PG | PT | MP   | TC%  | 3P%  | TL%  | RP  | AP  | PRP | SP  | PP   |
| -------- | ------------- | -- | -- | ---- | ---- | ---- | ---- | --- | --- | --- | --- | ---- |
| 2021     | Atlanta Hawks | 18 | 18 | 33,2 | 39,0 | 32,9 | 70,6 | 4,2 | 2,9 | 1,6 | 0,3 | 14,1 |
| 2022     | Atlanta Hawks | 4  | 0  | 26,7 | 40,8 | 34,6 | 80,0 | 4,8 | 3,0 | 0,3 | 0,3 | 14,3 |
| 2023     | Atlanta Hawks | 6  | 1  | 26,1 | 55,6 | 45,5 | 71,4 | 3,0 | 2,5 | 1,0 | 0,8 | 13,3 |
| 2025     | L.A. Clippers | 7  | 0  | 16,7 | 36,4 | 29,2 | 85,7 | 2,9 | 2,1 | 0,4 | 0,0 | 6,4  |
| Carriera | Carriera      | 35 | 19 | 28,0 | 41,2 | 34,5 | 75,6 | 3,8 | 2,7 | 1,1 | 0,3 | 12,4 |

#### Massimi in carriera
- Massimo di punti: 40 vs Denver Nuggets  (12 dicembre 2023)[11]
- Massimo di rimbalzi: 12  vs New York Knicks (8 marzo 2025)
- Massimo di assist: 11 vs Brooklyn Nets (21 gennaio 2019)
- Massimo di palle rubate: 4 (10 volte)
- Massimo di stoppate: 3 vs Minnesota Timberwolves (26 dicembre 2019)
- Massimo di minuti giocati: 45 vs San Antonio Spurs (1º aprile 2021)

### Eurolega
| Anno       | Squadra    | PG  | PT | MP   | TC%  | 3P%  | TL%  | RP  | AP  | PRP | SP  | PP   |
| ---------- | ---------- | --- | -- | ---- | ---- | ---- | ---- | --- | --- | --- | --- | ---- |
| 2012-2013  | Partizan   | 6   | 3  | 17,6 | 30,3 | 20,0 | 80,0 | 1,8 | 1,0 | 0,7 | 0,0 | 5,0  |
| 2013-2014  | Partizan   | 23  | 18 | 31,4 | 40,1 | 37,0 | 75,4 | 3,7 | 3,7 | 1,6 | 0,2 | 14,8 |
| 2014-2015  | Fenerbahçe | 29  | 27 | 28,3 | 39,5 | 35,8 | 79,7 | 2,9 | 2,8 | 0,7 | 0,3 | 10,6 |
| 2015-2016  | Fenerbahçe | 28  | 24 | 27,7 | 41,1 | 37,0 | 79,7 | 3,3 | 3,0 | 1,0 | 0,4 | 11,7 |
| 2016-2017† | Fenerbahçe | 22  | 17 | 27,9 | 50,0 | 43,0 | 85,5 | 3,8 | 3,6 | 1,1 | 0,3 | 14,6 |
| Carriera   | Carriera   | 108 | 89 | 28,1 | 41,9 | 37,6 | 80,1 | 3,3 | 3,1 | 1,1 | 0,3 | 12,3 |

### Cronologia presenze e punti in Nazionale
| Cronologia completa delle presenze e dei punti in Nazionale - Serbia | Cronologia completa delle presenze e dei punti in Nazionale - Serbia | Cronologia completa delle presenze e dei punti in Nazionale - Serbia | Cronologia completa delle presenze e dei punti in Nazionale - Serbia | Cronologia completa delle presenze e dei punti in Nazionale - Serbia | Cronologia completa delle presenze e dei punti in Nazionale - Serbia | Cronologia completa delle presenze e dei punti in Nazionale - Serbia | Cronologia completa delle presenze e dei punti in Nazionale - Serbia |
| Data                                                                 | Città                                                                | In casa                                                              | Risultato                                                            | Ospiti                                                               | Competizione                                                         | Punti                                                                | Note                                                                 |
| -------------------------------------------------------------------- | -------------------------------------------------------------------- | -------------------------------------------------------------------- | -------------------------------------------------------------------- | -------------------------------------------------------------------- | -------------------------------------------------------------------- | -------------------------------------------------------------------- | -------------------------------------------------------------------- |
| 4-9-2013                                                             | Capodistria                                                          | Serbia                                                               | 63 - 56                                                              | Lituania                                                             | EuroBasket 2013 - 1º turno                                           | 5                                                                    |                                                                      |
| 5-9-2013                                                             | Capodistria                                                          | Serbia                                                               | 77 - 67                                                              | Bosnia ed Erzegovina                                                 | EuroBasket 2013 - 1º turno                                           | 8                                                                    |                                                                      |
| 6-9- 2013                                                            | Capodistria                                                          | Macedonia del Nord                                                   | 89 - 75                                                              | Serbia                                                               | EuroBasket 2013 - 1º turno                                           | 6                                                                    |                                                                      |
| 7-9-2013                                                             | Capodistria                                                          | Serbia                                                               | 80 - 71                                                              | Lettonia                                                             | EuroBasket 2013 - 1º turno                                           | 9                                                                    |                                                                      |
| 9-9-2013                                                             | Capodistria                                                          | Montenegro                                                           | 83 - 76                                                              | Serbia                                                               | EuroBasket 2013 - 1º turno                                           | 14                                                                   |                                                                      |
| 11-9-2013                                                            | Ljubljana                                                            | Serbia                                                               | 76 - 69                                                              | Belgio                                                               | EuroBasket 2013 - 2º turno                                           | 12                                                                   |                                                                      |
| 13-9-2013                                                            | Ljubljana                                                            | Ucraina                                                              | 82 - 75                                                              | Serbia                                                               | EuroBasket 2013 - 2º turno                                           | 15                                                                   |                                                                      |
| 15-9-2013                                                            | Ljubljana                                                            | Serbia                                                               | 77 - 65                                                              | Francia                                                              | EuroBasket 2013 - 2º turno                                           | 14                                                                   |                                                                      |
| 18-9-2013                                                            | Ljubljana                                                            | Spagna                                                               | 90 - 60                                                              | Serbia                                                               | EuroBasket 2013 - Quarti                                             | 2                                                                    |                                                                      |
| 19-9-2013                                                            | Ljubljana                                                            | Slovenia                                                             | 92 - 74                                                              | Serbia                                                               | EuroBasket 2013 - 5º-8º posto                                        | 11                                                                   |                                                                      |
| 21-9-2013                                                            | Ljubljana                                                            | Serbia                                                               | 76 - 64                                                              | Italia                                                               | EuroBasket 2013 - 5º posto                                           | 7                                                                    |                                                                      |
| 3-8-2014                                                             | Trieste                                                              | Serbia                                                               | 82 - 69                                                              | Bosnia ed Erzegovina                                                 | Torneo amichevole                                                    | 7                                                                    |                                                                      |
| 4-8-2014                                                             | Trieste                                                              | Serbia                                                               | 78 - 73                                                              | Canada                                                               | Torneo amichevole                                                    | 19                                                                   |                                                                      |
| 5-8-2014                                                             | Trieste                                                              | Italia                                                               | 80 - 71                                                              | Serbia                                                               | Torneo amichevole                                                    | 2                                                                    |                                                                      |
| 8-8-2014                                                             | Pau                                                                  | Grecia                                                               | 66 - 64                                                              | Serbia                                                               | Torneo amichevole                                                    | 11                                                                   |                                                                      |
| 9-8-2014                                                             | Pau                                                                  | Serbia                                                               | 84 - 83 dts                                                          | Croazia                                                              | Torneo amichevole                                                    | 8                                                                    |                                                                      |
| 10-8-2014                                                            | Pau                                                                  | Francia                                                              | 69 - 79                                                              | Serbia                                                               | Torneo amichevole                                                    | 0                                                                    |                                                                      |
| 16-8-2014                                                            | Belgrado                                                             | Serbia                                                               | 85 - 67                                                              | Argentina                                                            | Torneo amichevole                                                    | 8                                                                    |                                                                      |
| 17-8-2014                                                            | Belgrado                                                             | Serbia                                                               | 79 - 64                                                              | Turchia                                                              | Torneo amichevole                                                    | 13                                                                   |                                                                      |
| 21-8-2014                                                            | Vršac                                                                | Serbia                                                               | 83 - 79                                                              | Nuova Zelanda                                                        | Amichevole                                                           | 16                                                                   |                                                                      |
| 24-8-2014                                                            | Belgrado                                                             | Serbia                                                               | 96 - 102                                                             | Nuova Zelanda                                                        | Amichevole                                                           | 9                                                                    |                                                                      |
| 30-8-2014                                                            | Granada                                                              | Serbia                                                               | 85 - 64                                                              | Egitto                                                               | Mondiali 2014 - 1º turno                                             | 3                                                                    |                                                                      |
| 31-8-2014                                                            | Granada                                                              | Francia                                                              | 74 - 73                                                              | Serbia                                                               | Mondiali 2014 - 1º turno                                             | 12                                                                   |                                                                      |
| 1-9-2014                                                             | Granada                                                              | Serbia                                                               | 83 - 70                                                              | Iran                                                                 | Mondiali 2014 - 1º turno                                             | 16                                                                   |                                                                      |
| 3-9-2014                                                             | Granada                                                              | Brasile                                                              | 81 - 79                                                              | Serbia                                                               | Mondiali 2014 - 1º turno                                             | 8                                                                    |                                                                      |
| 4-9-2014                                                             | Granada                                                              | Spagna                                                               | 89 - 73                                                              | Serbia                                                               | Mondiali 2014 - 1º turno                                             | 8                                                                    |                                                                      |
| 7-9-2014                                                             | Madrid                                                               | Serbia                                                               | 90 - 72                                                              | Grecia                                                               | Mondiali 2014 - Ottavi di finale                                     | 21                                                                   |                                                                      |
| 10-9-2014                                                            | Madrid                                                               | Serbia                                                               | 84 - 56                                                              | Brasile                                                              | Mondiali 2014 - Quarti di finale                                     | 12                                                                   |                                                                      |
| 12-9-2014                                                            | Madrid                                                               | Serbia                                                               | 90 - 85                                                              | Francia                                                              | Mondiali 2014 - Semifinale                                           | 13                                                                   |                                                                      |
| 14-9-2014                                                            | Madrid                                                               | Stati Uniti                                                          | 129 - 92                                                             | Serbia                                                               | Mondiali 2014 - Finale                                               | 15                                                                   |                                                                      |
| 7-8-2015                                                             | Nancy                                                                | Francia                                                              | 78 - 65                                                              | Serbia                                                               | Amichevole                                                           | 16                                                                   |                                                                      |
| 8-8-2015                                                             | Lione                                                                | Serbia                                                               | 75 - 56                                                              | Russia                                                               | Amichevole                                                           | 5                                                                    |                                                                      |
| 12-8-2015                                                            | Belgrado                                                             | Serbia                                                               | 73 - 63                                                              | Francia                                                              | Torneo amichevole                                                    | 7                                                                    |                                                                      |
| 16-8-2015                                                            | Belgrado                                                             | Serbia                                                               | 95 - 61                                                              | Russia                                                               | Torneo amichevole                                                    | 2                                                                    |                                                                      |
| 23-8-2015                                                            | Tel Aviv                                                             | Israele                                                              | 71 - 79                                                              | Serbia                                                               | Amichevole                                                           | 0                                                                    |                                                                      |
| 27-8-2015                                                            | Lubiana                                                              | Slovenia                                                             | 70 - 79                                                              | Serbia                                                               | Amichevole                                                           | 9                                                                    |                                                                      |
| 29-8-2015                                                            | Banja Luka                                                           | Serbia                                                               | 95 - 88 dts                                                          | Slovenia                                                             | Amichevole                                                           | 2                                                                    |                                                                      |
| 5-9-2015                                                             | Berlino                                                              | Serbia                                                               | 80 - 70                                                              | Spagna                                                               | EuroBasket 2015 - Fase a gironi                                      | 8                                                                    |                                                                      |
| 8-9-2015                                                             | Berlino                                                              | Germania                                                             | 66 - 68                                                              | Serbia                                                               | EuroBasket 2015 - Fase a gironi                                      | 9                                                                    |                                                                      |
| 8-9-2015                                                             | Berlino                                                              | Serbia                                                               | 93 - 64                                                              | Islanda                                                              | EuroBasket 2015 - Fase a gironi                                      | 9                                                                    |                                                                      |
| 8-9-2015                                                             | Berlino                                                              | Serbia                                                               | 91 - 72                                                              | Turchia                                                              | EuroBasket 2015 - Fase a gironi                                      | 5                                                                    |                                                                      |
| 6-9-2015                                                             | Berlino                                                              | Serbia                                                               | 101 - 82                                                             | Italia                                                               | EuroBasket 2015 - Fase a gironi                                      | 10                                                                   |                                                                      |
| 9-9-2015                                                             | Lilla                                                                | Serbia                                                               | 94 - 81                                                              | Finlandia                                                            | EuroBasket 2015 - Ottavi di finale                                   | 10                                                                   |                                                                      |
| 10-9-2015                                                            | Lilla                                                                | Serbia                                                               | 89 - 75                                                              | Rep. Ceca                                                            | EuroBasket 2015 - Quarti di finale                                   | 6                                                                    |                                                                      |
| 18-9-2015                                                            | Lilla                                                                | Lituania                                                             | 67 - 64                                                              | Serbia                                                               | EuroBasket 2015 - Semifinale                                         | 9                                                                    |                                                                      |
| 20-9-2015                                                            | Lilla                                                                | Francia                                                              | 81 - 68                                                              | Serbia                                                               | EuroBasket 2015 - Finale per il 3º posto                             | 14                                                                   |                                                                      |
| 21-6-2016                                                            | Parigi                                                               | Francia                                                              | 77 - 79                                                              | Serbia                                                               | Amichevole                                                           | 24                                                                   |                                                                      |
| 25-6-2016                                                            | Belgrado                                                             | Serbia                                                               | 94 - 88 dts                                                          | Francia                                                              | Amichevole                                                           | 13                                                                   |                                                                      |
| 28-6-2016                                                            | Belgrado                                                             | Serbia                                                               | 91 - 76                                                              | Grecia                                                               | Amichevole                                                           | 7                                                                    |                                                                      |
| 4-7-2016                                                             | Belgrado                                                             | Serbia                                                               | 87 - 81                                                              | Porto Rico                                                           | Qual. Olimpiadi 2016 - Fase a gironi                                 | 12                                                                   |                                                                      |
| 6-7-2016                                                             | Belgrado                                                             | Serbia                                                               | 83 - 60                                                              | Angola                                                               | Qual. Olimpiadi 2016 - Fase a gironi                                 | 12                                                                   |                                                                      |
| 8-7-2016                                                             | Belgrado                                                             | Serbia                                                               | 96 - 72                                                              | Rep. Ceca                                                            | Qual. Olimpiadi 2016 - Semifinale                                    | 21                                                                   |                                                                      |
| 9-7-2016                                                             | Belgrado                                                             | Serbia                                                               | 108 - 77                                                             | Porto Rico                                                           | Qual. Olimpiadi 2016 - Finale                                        | 26                                                                   |                                                                      |
| 29-7-2016                                                            | Córdoba                                                              | Serbia                                                               | 105 - 88                                                             | Francia                                                              | Torneo amichevole                                                    | 29                                                                   |                                                                      |
| 30-7-2016                                                            | Córdoba                                                              | Argentina                                                            | 79 - 74                                                              | Serbia                                                               | Torneo amichevole                                                    | 6                                                                    |                                                                      |
| 1-8-2016                                                             | Córdoba                                                              | Croazia                                                              | 77 - 86                                                              | Serbia                                                               | Torneo amichevole                                                    | 13                                                                   |                                                                      |
| 6-8-2016                                                             | Rio de Janeiro                                                       | Serbia                                                               | 86 - 62                                                              | Venezuela                                                            | Olimpiadi 2016 - 1º turno                                            | 19                                                                   |                                                                      |
| 8-8-2016                                                             | Rio de Janeiro                                                       | Australia                                                            | 95 - 80                                                              | Serbia                                                               | Olimpiadi 2016 - 1º turno                                            | 12                                                                   |                                                                      |
| 10-8-2016                                                            | Rio de Janeiro                                                       | Francia                                                              | 76 - 75                                                              | Serbia                                                               | Olimpiadi 2016 - 1º turno                                            | 10                                                                   |                                                                      |
| 12-8-2016                                                            | Rio de Janeiro                                                       | Stati Uniti                                                          | 94 - 91                                                              | Serbia                                                               | Olimpiadi 2016 - 1º turno                                            | 7                                                                    |                                                                      |
| 14-8-2016                                                            | Rio de Janeiro                                                       | Serbia                                                               | 94 - 60                                                              | Cina                                                                 | Olimpiadi 2016 - 1º turno                                            | 19                                                                   |                                                                      |
| 17-8-2016                                                            | Rio de Janeiro                                                       | Serbia                                                               | 86 - 83                                                              | Croazia                                                              | Olimpiadi 2016 - Quarti di finale                                    | 18                                                                   |                                                                      |
| 18-8-2016                                                            | Rio de Janeiro                                                       | Serbia                                                               | 87 - 61                                                              | Australia                                                            | Olimpiadi 2016 - Semifinale                                          | 6                                                                    |                                                                      |
| 20-8-2016                                                            | Rio de Janeiro                                                       | Stati Uniti                                                          | 96 - 66                                                              | Serbia                                                               | Olimpiadi 2016 - Finale                                              | 7                                                                    |                                                                      |
| 12-8-2017                                                            | Belgrado                                                             | Serbia                                                               | 93 - 61                                                              | Grecia                                                               | Torneo amichevole                                                    | 14                                                                   |                                                                      |
| 13-8-2017                                                            | Belgrado                                                             | Serbia                                                               | 82 - 71                                                              | Montenegro                                                           | Torneo amichevole                                                    | 25                                                                   |                                                                      |
| 18-8-2017                                                            | Amburgo                                                              | Serbia                                                               | 85 - 78                                                              | Polonia                                                              | Torneo amichevole                                                    | 8                                                                    |                                                                      |
| 19-8-2017                                                            | Amburgo                                                              | Serbia                                                               | 85 - 75                                                              | Russia                                                               | Torneo amichevole                                                    | 14                                                                   |                                                                      |
| 20-8-2017                                                            | Amburgo                                                              | Germania                                                             | 56 - 87                                                              | Germania                                                             | Torneo amichevole                                                    | 4                                                                    |                                                                      |
| 23-8-2017                                                            | Atene                                                                | Serbia                                                               | 73 - 65                                                              | Italia                                                               | Torneo Acropolis 2017                                                | 10                                                                   |                                                                      |
| 24-8-2017                                                            | Atene                                                                | Georgia                                                              | 68 - 66                                                              | Serbia                                                               | Torneo Acropolis 2017                                                | 15                                                                   |                                                                      |
| 25-8-2017                                                            | Atene                                                                | Grecia                                                               | 67 - 69                                                              | Serbia                                                               | Torneo Acropolis 2017                                                | 11                                                                   |                                                                      |
| 1-9-2017                                                             | Istanbul                                                             | Serbia                                                               | 92 - 82                                                              | Lettonia                                                             | EuroBasket 2017 - 1º turno                                           | 30                                                                   |                                                                      |
| 2-9-2017                                                             | Istanbul                                                             | Russia                                                               | 75 - 72                                                              | Serbia                                                               | EuroBasket 2017 - 1º turno                                           | 19                                                                   |                                                                      |
| 4-9-2017                                                             | Istanbul                                                             | Serbia                                                               | 80 - 74                                                              | Turchia                                                              | EuroBasket 2017 - 1º turno                                           | 17                                                                   |                                                                      |
| 5-9-2017                                                             | Istanbul                                                             | Serbia                                                               | 82 - 68                                                              | Gran Bretagna                                                        | EuroBasket 2017 - 1º turno                                           | 18                                                                   |                                                                      |
| 7-9-2017                                                             | Istanbul                                                             | Serbia                                                               | 74 - 54                                                              | Belgio                                                               | EuroBasket 2017 - 1º turno                                           | 15                                                                   |                                                                      |
| 10-9-2017                                                            | Istanbul                                                             | Serbia                                                               | 86 - 78                                                              | Ungheria                                                             | EuroBasket 2017 - Ottavi di finale                                   | 17                                                                   |                                                                      |
| 13-9-2017                                                            | Istanbul                                                             | Serbia                                                               | 83 - 67                                                              | Italia                                                               | EuroBasket 2017 - Quarti di finale                                   | 22                                                                   |                                                                      |
| 15-9-2017                                                            | Istanbul                                                             | Serbia                                                               | 87 - 79                                                              | Russia                                                               | EuroBasket 2017 - Semifinale                                         | 24                                                                   |                                                                      |
| 17-9-2017                                                            | Istanbul                                                             | Slovenia                                                             | 93 - 85                                                              | Serbia                                                               | EuroBasket 2017 - Finale                                             | 22                                                                   |                                                                      |
| 13-9-2018                                                            | Heraklion                                                            | Grecia                                                               | 70 - 63                                                              | Serbia                                                               | Qual. Mondiali 2019                                                  | 19                                                                   |                                                                      |
| 16-9-2018                                                            | Belgrado                                                             | Serbia                                                               | 95 - 61                                                              | Estonia                                                              | Qual. Mondiali 2019                                                  | 3                                                                    |                                                                      |
| 10-8-2019                                                            | Belgrado                                                             | Serbia                                                               | 72 - 68                                                              | Lituania                                                             | Amichevole                                                           | 18                                                                   |                                                                      |
| 12-8-2019                                                            | Kaunas                                                               | Lituania                                                             | 91 - 95                                                              | Serbia                                                               | Amichevole                                                           | 27                                                                   |                                                                      |
| 16-8-2019                                                            | Atene                                                                | Serbia                                                               | 87 - 72                                                              | Turchia                                                              | Torneo Acropolis 2019                                                | 17                                                                   |                                                                      |
| 17-8-2019                                                            | Atene                                                                | Serbia                                                               | 96 - 64                                                              | Italia                                                               | Torneo Acropolis 2019                                                | 15                                                                   |                                                                      |
| 18-8-2019                                                            | Atene                                                                | Grecia                                                               | 80 - 85 dts                                                          | Serbia                                                               | Torneo Acropolis 2019                                                | 28                                                                   |                                                                      |
| 23-8-2019                                                            | Shenyang                                                             | Serbia                                                               | 71 - 65                                                              | Italia                                                               | Torneo amichevole                                                    | 15                                                                   |                                                                      |
| 31-8-2019                                                            | Foshan                                                               | Serbia                                                               | 105 - 59                                                             | Angola                                                               | Mondiali 2019 - 1º turno                                             | 24                                                                   |                                                                      |
| 2-9-2019                                                             | Foshan                                                               | Serbia                                                               | 126 - 67                                                             | Filippine                                                            | Mondiali 2019 - 1º turno                                             | 17                                                                   |                                                                      |
| 4-9-2019                                                             | Foshan                                                               | Serbia                                                               | 92 - 77                                                              | Italia                                                               | Mondiali 2019 - 1º turno                                             | 31                                                                   |                                                                      |
| 6-9-2019                                                             | Wuhan                                                                | Serbia                                                               | 90 - 47                                                              | Porto Rico                                                           | Mondiali 2019 - 2º turno                                             | 5                                                                    |                                                                      |
| 8-9-2019                                                             | Wuhan                                                                | Spagna                                                               | 81 - 69                                                              | Serbia                                                               | Mondiali 2019 - 2º turno                                             | 26                                                                   |                                                                      |
| 10-9-2019                                                            | Dongguan                                                             | Argentina                                                            | 97 - 87                                                              | Serbia                                                               | Mondiali 2019 - Quarti                                               | 21                                                                   |                                                                      |
| 12-9-2019                                                            | Dongguan                                                             | Serbia                                                               | 94 - 89                                                              | Stati Uniti                                                          | Mondiali 2019 - Classifica 5º-8º posto                               | 28                                                                   |                                                                      |
| 13-9-2019                                                            | Pechino                                                              | Serbia                                                               | 90 - 81                                                              | Rep. Ceca                                                            | Mondiali 2019 - Classifica 5º-6º posto                               | 31                                                                   |                                                                      |
| 8-8-2023                                                             | Atene                                                                | Grecia                                                               | 64 - 71                                                              | Serbia                                                               | Torneo Acropolis 2023                                                | 15                                                                   |                                                                      |
| 9-8-2023                                                             | Atene                                                                | Italia                                                               | 89 - 88                                                              | Serbia                                                               | Torneo Acropolis 2023                                                | 14                                                                   |                                                                      |
| 16-8-2023                                                            | Belgrado                                                             | Serbia                                                               | 110 - 75                                                             | Porto Rico                                                           | Amichevole                                                           | 15                                                                   |                                                                      |
| 20-8-2023                                                            | Shenzhen                                                             | Serbia                                                               | 87 - 64                                                              | Cina                                                                 | Torneo amichevole                                                    | 19                                                                   |                                                                      |
| 21-8-2023                                                            | Shenzhen                                                             | Serbia                                                               | 89 - 85                                                              | Brasile                                                              | Torneo amichevole                                                    | 0                                                                    |                                                                      |
| 26-8-2023                                                            | Quezon City                                                          | Serbia                                                               | 105 - 63                                                             | Cina                                                                 | Mondiali 2023 - 1º turno                                             | 14                                                                   |                                                                      |
| 28-8-2023                                                            | Quezon City                                                          | Serbia                                                               | 94 - 77                                                              | Porto Rico                                                           | Mondiali 2023 - 1º turno                                             | 17                                                                   |                                                                      |
| 30-8-2023                                                            | Quezon City                                                          | Serbia                                                               | 115 - 83                                                             | Sudan del Sud                                                        | Mondiali 2023 - 1º turno                                             | 23                                                                   |                                                                      |
| 1-9-2023                                                             | Quezon City                                                          | Italia                                                               | 78 - 76                                                              | Serbia                                                               | Mondiali 2023 - 2º turno                                             | 18                                                                   |                                                                      |
| 3-9-2023                                                             | Quezon City                                                          | Serbia                                                               | 112 - 79                                                             | Rep. Dominicana                                                      | Mondiali 2023 - 2º turno                                             | 20                                                                   |                                                                      |
| 5-9-2023                                                             | Manila                                                               | Serbia                                                               | 87 - 68                                                              | Lituania                                                             | Mondiali 2023 - Quarti di finale                                     | 21                                                                   |                                                                      |
| 8-9-2023                                                             | Manila                                                               | Serbia                                                               | 95 - 86                                                              | Canada                                                               | Mondiali 2023 - Semifinale                                           | 23                                                                   |                                                                      |
| 10-9-2023                                                            | Manila                                                               | Serbia                                                               | 83 - 77                                                              | Germania                                                             | Mondiali 2023 - Finale                                               | 17                                                                   |                                                                      |
| 12-7-2024                                                            | Lione                                                                | Francia                                                              | 67 - 79                                                              | Serbia                                                               | Amichevole                                                           | 15                                                                   |                                                                      |
| 16-7-2024                                                            | Abu Dhabi                                                            | Australia                                                            | 84 - 73                                                              | Serbia                                                               | Torneo amichevole                                                    | 0                                                                    |                                                                      |
| 17-7-2024                                                            | Abu Dhabi                                                            | Stati Uniti                                                          | 105 - 79                                                             | Serbia                                                               | Torneo amichevole                                                    | 0                                                                    |                                                                      |
| 21-7-2024                                                            | Belgrado                                                             | Serbia                                                               | 119 - 100                                                            | Giappone                                                             | Amichevole                                                           | 15                                                                   |                                                                      |
| 22-7-2024                                                            | Belgrado                                                             | Serbia                                                               | 94 - 72                                                              | Grecia                                                               | Amichevole                                                           | 19                                                                   |                                                                      |
| 28-7-2024                                                            | Lilla                                                                | Stati Uniti                                                          | 84 - 110                                                             | Serbia                                                               | Olimpiadi 2024 - 1º turno                                            | 14                                                                   |                                                                      |
| 31-7-2024                                                            | Lilla                                                                | Serbia                                                               | 107 - 66                                                             | Porto Rico                                                           | Olimpiadi 2024 - 1º turno                                            | 13                                                                   |                                                                      |
| 3-8-2024                                                             | Lilla                                                                | Serbia                                                               | 96 - 85                                                              | Sudan del Sud                                                        | Olimpiadi 2024 - 1º turno                                            | 30                                                                   |                                                                      |
| 6-8-2024                                                             | Parigi                                                               | Serbia                                                               | 95 - 90 dts                                                          | Australia                                                            | Olimpiadi 2024 - Quarti di finale                                    | 17                                                                   |                                                                      |
| 8-8-2024                                                             | Parigi                                                               | Stati Uniti                                                          | 95 - 91                                                              | Serbia                                                               | Olimpiadi 2024 - Semifinale                                          | 20                                                                   |                                                                      |
| 10-8-2024                                                            | Parigi                                                               | Serbia                                                               | 93 - 83                                                              | Germania                                                             | Olimpiadi 2024 - Finale 3º posto                                     | 16                                                                   |                                                                      |
| 9-8-2025                                                             | Limassol                                                             | Serbia                                                               | 76 - 66                                                              | Grecia                                                               | Torneo amichevole                                                    | 9                                                                    |                                                                      |
| 15-8-2025                                                            | Monaco di Baviera                                                    | Serbia                                                               | 113 - 84                                                             | Rep. Ceca                                                            | Torneo amichevole                                                    | 20                                                                   |                                                                      |
| 16-8-2025                                                            | Monaco di Baviera                                                    | Germania                                                             | 81 - 91                                                              | Serbia                                                               | Torneo amichevole                                                    | 11                                                                   |                                                                      |
| Totale                                                               |                                                                      | Presenze                                                             | 124                                                                  |                                                                      | Punti                                                                | 1711                                                                 |                                                                      |

## Palmarès

### Squadra
- Campionato serbo: 4

Partizan: 2010-11, 2011-12, 2012-13, 2013-14
- Coppa di Serbia: 2

Partizan: 2011, 2012
- Lega Adriatica: 2

Partizan: 2010-11, 2012-13
- Campionato turco: 2

Fenerbahçe: 2015-16, 2016-17
- Coppa di Turchia: 1

Fenerbahçe: 2016
- Coppa del Presidente: 1

Fenerbahçe: 2016
- Eurolega: 1

Fenerbahçe: 2016-17

### Nazionale
- Olimpiadi:
 Rio 2016
 Parigi 2024

- Mondiali:

 Spagna 2014
 Filippine 2023
- Europei:

 Turchia 2017

### Individuale
- Košarkaška liga Srbije MVP playoffs: 1

Partizan Belgrado: 2013-2014
- MVP NBA Rising Stars Challenge (2018)[8]
- NBA All Rookie Second Team (2018)
- Euroleague Rising Star Trophy: 2 (record condiviso con Nikola Mirotić e Luka Dončić)

Partizan: 2013-14
Fenerbahçe: 2014-15
- MVP Coppa di Turchia:1

Fenerbahçe: 2016
- All-Euroleague First Team: 1

Fenerbahçe: 2016-17
- MVP Finali Campionato Turco: 1

Fenerbahçe: 2016-17
- FIBA World Cup All-Tournament Teams: 2

2019, 2023
- FIBA EuroBasket All-Tournament Teams: 1
Romania/Finlandia/Israele/Turchia 2017

- Paris 2024 All-Second Team
- All-25 Euroleague team